# Stilteruimte

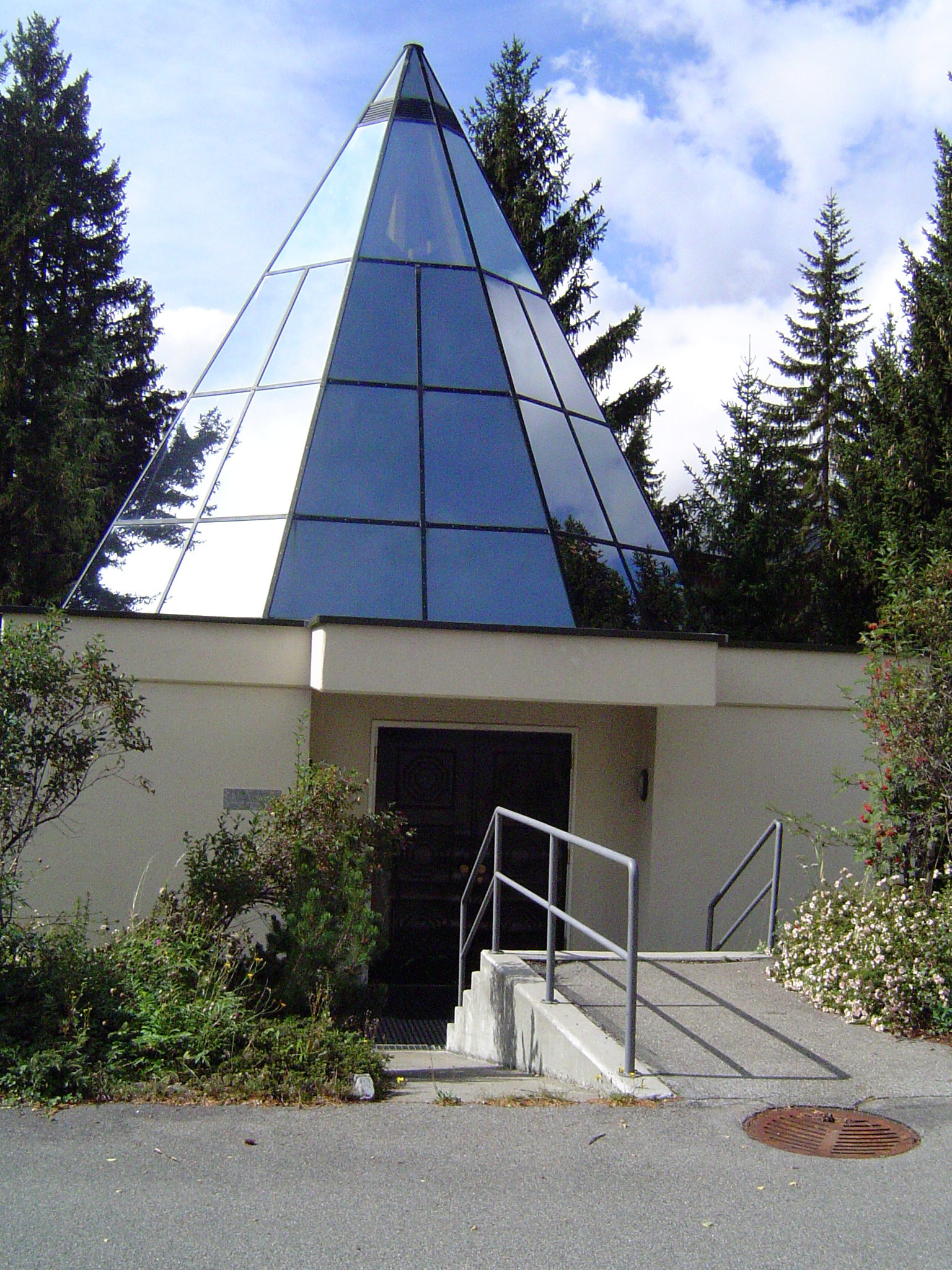
Stiltecentrum bij het voormalig Nederlandsch Sanatorium Davos te Davos

Een stilteruimte, vaak ook stiltecentrum genoemd, is een besloten, maar meestal openbaar toegankelijke, ruimte waarin men de gelegenheid heeft om zich te bezinnen. Onder het begrip stiltecentrum verstaat men echter vaak ook een instelling waar men tot rust kan komen, zoals een retraite-oord.
In tegenstelling tot een dagkapel die zich eveneens voor bezinning leent, is een stilteruimte niet specifiek aan een bepaalde religie gebonden, en zelfs niet per se aan religie in het algemeen, hoewel er soms wel voorwerpen in de ruimte aanwezig kunnen zijn die met religie in verband staan, zoals een (altaar-)tafel of beelden. In het algemeen zal het interieur echter sober zijn.
Soms valt het onderscheid tussen een stilteruimte en een kapel vrijwel weg, en spreekt men bijvoorbeeld van een oecumenisch stiltecentrum.
Een stilteruimte kan men aantreffen op drukke plaatsen waar veel mensen bij elkaar komen, zoals vliegvelden, congresgebouwen en winkelcentra. Daarnaast vervult de stilteruimte in gebouwen, zoals schoolgebouwen, hospitalen en verzorgingshuizen, een rol die vroeger bijvoorbeeld door de kapel werd vervuld.
Hoewel een stilteruimte dus niet expliciet religieus is van karakter wordt deze vaak gebruikt door aanhangers van een religie om er hun religieuze plichten, zoals een gebed, te vervullen. Vaak ziet men bijvoorbeeld moslims hun verplicht gebed uitoefenen in een stilteruimte.